# Zvezdá (Krasnodar)
Zvezdá (del ruso: Звезда́) es un posiólok del raión de Leningrádskaya del krai de Krasnodar, en Rusia. Está situado en las tierras bajas de Kubán-Azov, en la cabecera de un pequeño torrente del curso superior del río Miguta, 13 km al sureste de Leningrádskaya y 130 km al norte de Krasnodar, la capital del krai. Tenía 557 habitantes en 2010.
Pertenece al municipio Pervomáiskoye.

## Historia
Fue fundado en 1924